# Pausdom van Avignon

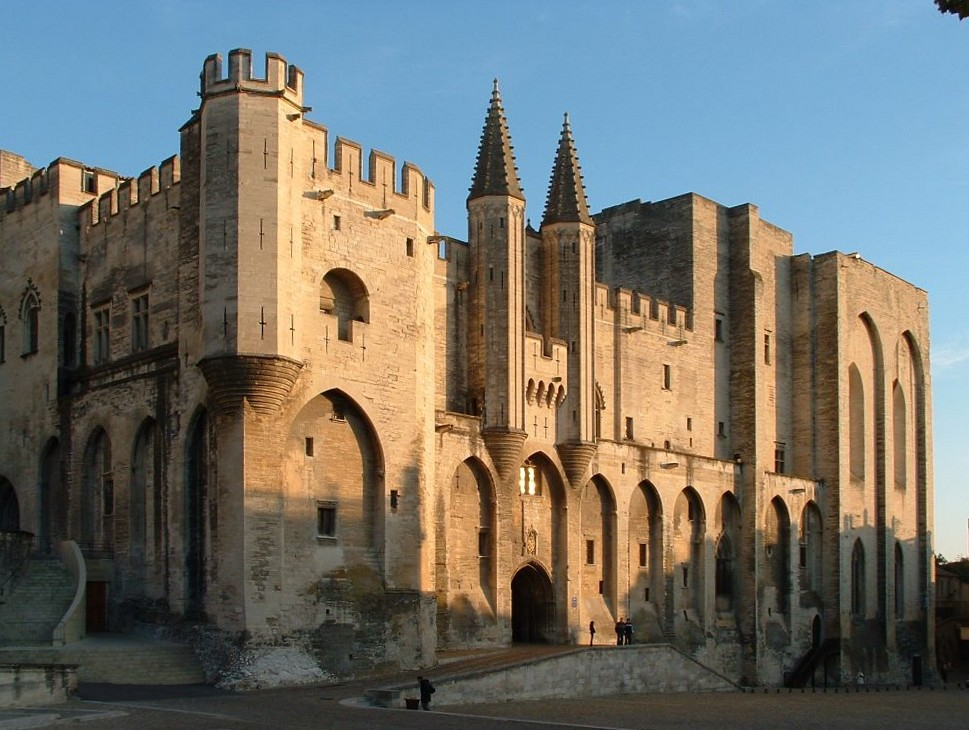
Het Palais des Papes waar de pausen in verbleven

Het pausdom van Avignon, ook wel pejoratief aangeduid als de Babylonische ballingschap of gevangenschap van de pausen, was de periode van 1309 tot 1377 waarin de paus, het hoofd van de Rooms-Katholieke Kerk, in de stad Avignon zetelde.
De verhuizing uit Rome was het gevolg van de sterke invloed van de Franse koningen, ook al werd de beslissing genomen door de formeel Engelse paus Clemens V, en ook al lag Avignon toen niet in Frankrijk, maar aan de grens ervan. Ook vermeden de pausen al een tijd om in Rome te verblijven, omdat het er onveilig was en ze er onder druk van wedijverende Romeinse families stonden. Ten slotte had Avignon een voordeel vanwege zijn ligging, veel noordelijker dan Rome en op de grens tussen het Heilige Roomse Rijk en Frankrijk. Er was een goede verbinding via de Rhône. De pausen verbleven er ook in comfortabele omstandigheden en hadden er grote inkomsten.
Deze periode wordt meestal beschouwd als een dieptepunt in het prestige van de pausen. Zij maakten zich geheel afhankelijk van de Franse koning.

## Terminologie
Deze papes d'Avignon werden Babylonische gevangenen genoemd, naar analogie met de Babylonische ballingschap (597–539 v.Chr.), van het Joodse volk. De term "ballingschap" is dan ook enigszins misleidend: de pausen zaten niet gevangen in Avignon, maar verbleven er uit vrije wil, zij het dat de Franse koning hun mogelijkheden inperkte. 

## Geschiedenis
Al tijdens de regeerperiode van paus Bonifatius VIII had de Franse koning Filips de Schone de wens om het pausschap naar zijn hand te zetten. Zo ondernam hij een poging om de paus gevangen te nemen te Anagni. De paus werd gevangengenomen, maar werd al snel weer vrijgelaten. Bonifatius stierf echter al een maand na zijn vrijlating en werd opgevolgd door paus Benedictus XI. Na een pontificaat van amper een jaar overleed deze paus echter.
Het conclaaf van 1304-1305 in Perugia slaagde er maar niet in een paus te kiezen vanwege de verdeling tussen voor- en tegenstanders van Bonifatius VIII, zodat men besloot iemand te kiezen buiten het College van Kardinalen. De keuze viel op de Franse aartsbisschop van Bordeaux, Bertrand de Gouth, die de naam Clemens V aannam. Hij had zijn verkiezing te danken aan de steun van Filips de Schone, die in ruil tegenprestaties eiste, zoals de ontbinding van de Tempelorde. Bovendien had hij geen zin om naar Rome af te reizen.
Hij werd gekroond in Lyon. In de eerste vier jaar van zijn pontificaat verbleef hij voornamelijk in zijn geboortestreek Guyenne, dat toen aan de Engelse koning toebehoorde. Die verblijfplaats beviel Filips niet. Om de Franse koning te behagen, vestigde hij zich in 1309 in het Comtat Venaissin, een gebied dat aan de paus toebehoorde en niet in Frankrijk lag (wel in het Heilige Roomse Rijk) maar aan Frankrijk grensde. De stad Avignon - die behoorde tot het graafschap Provence - grensde aan dat gebied, maar behoorde er zelf niet toe. Clemens V verbleef er af en toe, maar toch voornamelijk in het Comtat Venaissin zelf: Carpentras (waar de pauselijke curie werd gevestigd), Malaucène en Monteux.
Na zijn dood in 1314 kwam het conclaaf aanvankelijk in Carpentras bijeen, maar verhuisde naar Lyon, waar pas in 1316 een nieuwe paus werd verkozen. Het was de Franse kardinaal Jacques Duèze, die de naam Johannes XXII aannam. Deze besloot zich in Avignon te vestigen, waar hij nog bisschop was geweest.  Aanvankelijk verbleef hij in het bisschoppelijk paleis, later liet hij een (eerste) pauselijk paleis bouwen in Sorgues, even buiten Avignon en op het grondgebied van het Comtat. Hij bouwde ook een kasteel in het naburige Châteauneuf-du-Pape, waar hij eigen wijngaarden liet aanleggen.
Onder zijn opvolger paus Benedictus XII werd er in 1335 begonnen met de bouw van een nieuwe residentie in Avignon: het Palais des Papes. De bouw van dit enorme paleis, waar meer dan duizend mensen werkten, werd in 1352 voltooid door zijn opvolger Clemens VI. Tijdens diens pontificaat zocht ook Johanna I van Napels haar toevlucht in Avignon. De paus was bereid haar te helpen met haar terugkeer naar Napels. In ruil verkocht Johanna - als gravin van Provence - de stad aan de paus, die voortaan soeverein over Avignon zou heersen.

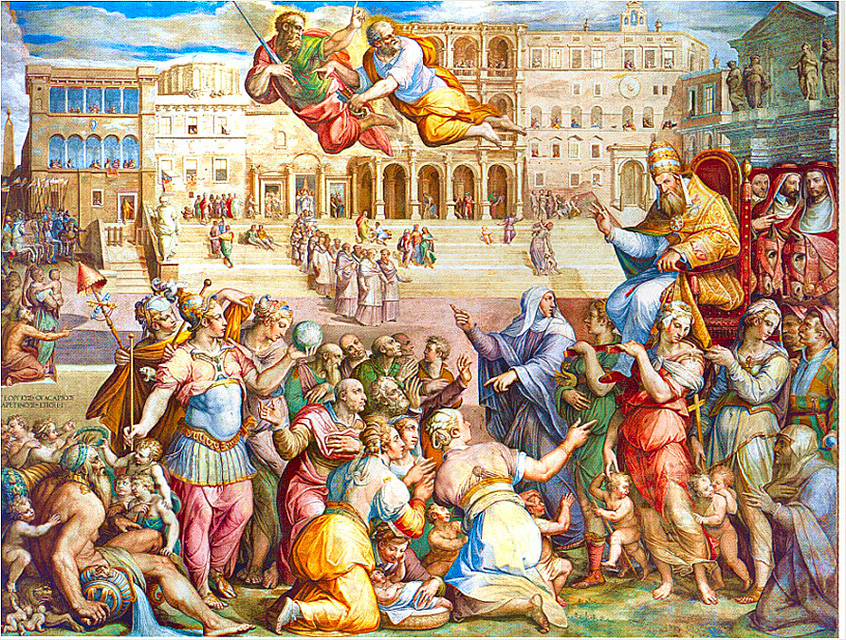
De terugkeer van paus Gregorius XI in Rome, Giorgio Vasari.

Paus Innocentius VI sprak de hoop uit om terug te keren naar Rome en gaf kardinaal Gil Álvarez Carrillo de Albornoz de opdracht om de Pauselijke Staat te zuiveren van vijandigheden. In 1366 gaf paus Urbanus V de opdracht voor de terugkeer naar Rome. Uiteindelijk vertrok men een jaar later om na drie jaar alweer terug te keren naar Avignon. Ook de opvolger Gregorius XI had de wens om terug te keren naar Rome. Deze wens werd alleen maar versterkt door het aandringen van Catharina van Siena. Op 13 januari 1377 zette de paus voet aan wal in Rome.

## Pausen
De volgende pausen resideerden in Avignon:
- Paus Clemens V (1305-1314)
- Paus Johannes XXII (1316-1334)
- Paus Benedictus XII (1334–1342)
- Paus Clemens VI (1342–1352)
- Paus Innocentius VI (1352–1362)
- Paus Urbanus V (1362–1370)
- Paus Gregorius XI (1370–1378)(tot 1376)
- Tegenpaus Clemens VII (1378–1394)
- Tegenpaus Benedictus XIII (1394–1409 en 1417)
- Tegenpaus Clemens VIII (1423–1429)
- Tegenpaus Benedictus XIV (1425–1430)